# Silnice I/10
Silnice I/10 je česká silnice I. třídy v Libereckém kraji. Je dlouhá 49,169 km a spojuje Turnov, Železný Brod, Tanvald, Harrachov a státní hranici s Polskem. Mezi lety 2002 až 2006 proběhla celková rekonstrukce a rozšíření silnice na kategorii S 9,5 od Turnova do Harrachova.

## Vedení silnice
1. nájezd Turnov (D10, I/35, E65)
2. Dolánky u Turnova
3. Malá Skála
4. Železný Brod, křížení s II/292, křížení s II/288
5. křížení s II/287
6. Loužnice
7. Držkov
8. Plavy
9. Velké Hamry
10. křížení s I/14
11. Tanvald
12. Desná
13. křížení s II/290
14. Kořenov, křížení s II/290
15. křížení s I/14
16. Harrachov

## Modernizace silnice
| Číslo | Název                         | Délka  | Kategorie | Zahájení výstavby | Uvedení do provozu | Křižovatky |
| ----- | ----------------------------- | ------ | --------- | ----------------- | ------------------ | ---------- |
| L71   | Jablonec nad Nisou – Smržovka | 8,2 km | 11,5/70   | bude oznámeno     | bude oznámeno      |            |